# Лемуан, Франсуа
Франсуа́ Лемуа́н, Ле Муан (фр. François Lemoyne, Le Moine; 1688, Париж — 4 июня 1737, Париж) — французский живописец, рисовальщик и гравёр, академик Королевской академии живописи и скульптуры. С 1736 года первый художник короля Людовика XV; выдающийся представитель французского стиля Регентства и раннего рококо, создатель композиций на мифологические сюжеты, наставник Франсуа Буше и Шарля-Жозефа Натуара.

## Жизнь и творчество
Франсуа Лемуан был сыном Мишеля Ле Муана (ранняя форма фамилии), норманнского происхождения, работавшего почтальоном в Королевском доме (Maison du Roi), и Франсуазы Довен, парижанки, которая вышла замуж за Франсуа 8 октября 1687 года. Отец Франсуа умер, когда он был ещё ребенком. Его мать снова вышла замуж в июле 1693 года за художника-портретиста Робера ле Врак де Турньера, ставшего первым учителем рисования для Франсуа.
В 1701 году в возрасте тринадцати лет Франсуа поступил учеником в Королевскую академию живописи и скульптуры и стал учеником живописца Луи Галлоша. В академии Лемуан оставался до 1713 года, несмотря на то, что его временно исключили из класса живописи по причине дерзкого поведения. Восстановленный после официальных извинений, в 1711 году он получил Римскую премию, которая из-за нехватки средств так и не была выплачена.
В 1718 году после представления картины «Геркулес и Какус», вызвавшей хвалебныe отзывы, он был принят в члены Королевской академии. В это время у него появились ученики: Франсуа Буше и Шарль-Жозеф Натуар. В конце 1722 года Жан-Батист Массе предложил Лемуану обширную работу вместе с Галлошем, Наттье и молодым Буше по переводу в гравюры картин Шарля Лебрена, выполненных для салонов Версаля.
В 1722 году Франсуа Лемуан познакомился с Франсуа Берже, оказавшим влияние на его творчество. В 1723—1724 оба молодых художника совершили длительное учебное путешествие по Италии, посетив Рим, Болонью, Неаполь и Венецию. Большое впечатление на них произвели произведения Корреджо.
Вернувшись в Париж в августе 1724 года, Лемуан открыл собственную мастерскую и вёл жизнь свободного художника. Он расписывал плафоны в церкви Святого Фомы Аквинского при якобинском монастыре (L’église des Jacobins, 1723) и капеллы Девы Марии церкви Сен-Сюльпис в Париже. В дополнение к религиозным композициям он также написал множество картин на мифологические сюжеты, такие как «Геркулес и Омфала» (1724), «Венера и Адонис» (1729), «Купание Венеры», «Персей и Андромеда» (1723). Во время итальянского путешествия Лемуан создал один из своих шедевров: «Геракл и Омфала», в котором одновременно ощущаются влияния Веронезе, Корреджо и Пьетро да Кортона.
В 1732 году король Людовик XV через суперинтенданта Королевских строений доверил Лемуану расписать плафон «Салона Геркулеса» Большого Версальского дворца. Столь значительные заказы получал до него только Шарль Лебрен, первый живописец короля Людовика XIV. 30 мая 1733 года художник был избран полным профессором Академии. Помимо Натуара и Буше, у него были ученики Донат Нонотт, Лоран Кар и Шарль-Мишель-Анж Шалль, Клеман-Луи-Мари-Анн Белль.
Франсуа Лемуан отдал работе в Версале четыре года (1733—1736) чтобы осуществить свою мечту: стать самым выдающимся живописцем Франции, но из Версаля он вышел уставшим, физически и морально сломленным. Сто сорок мифологических фигур, целый «галантный Олимп» предлагали взору образы красоты, и гармоничных оттенков цвета, которые вызывали в памяти искусство венецианских мастеров. Позднее Вольтер сказал: «В Европе нет более крупного произведения живописи, чем потолок Лемуана, и я не знаю, есть ли на свете что-либо красивее». В этом шедевре Лемуан показал себя равным великому Тьеполо и получил неофициальное прозвание «нового Лебрена». Однако художник состарился до того, как закончил работу. Когда Людовик XV осыпал его похвалами и назначил Первым живописцем короля (фр. Premier peintre du Roi), стоявшим на вершине всех иерархий и наделённым обязанностями, возвышавшими его над коллегами, он не был ни счастлив, ни удовлетворён. Лемуан много работал, это сказывалось на его здоровье: он плохо спал, нервничал. Стремление достичь самых высоких вершин в искусстве, сравняться с Веронезе и Тицианом, травмировали его психику и он погрузился в глубокую депрессию. Достигнув горячо желанной цели, он потерял равновесие.
Донат Ноннотт рассказывал о странных лекарствах, которые принимал Лемуан, когда пил «ликёр, настоянный на порошке старых курительных трубок» (вероятно, никотиновый отвар, предназначенный для борьбы со сном). Ф. Буше был поражён «бесконечной меланхолией», разъедавшей душу мастера. В течение пяти месяцев Лемуан консультировался с врачом М. Беллоком, который объявил, что здоровье его пациента быстро ухудшается. 4 июня 1737 года, в одиннадцать часов утра Лемуан заперся в своей комнате. Он схватил шпагу и девять раз вонзил его в своё тело, прежде чем открыть дверь другу, который пришёл проверить его состояние. Многие полагали, что напряжённый труд и случившаяся незадолго до этого смерть его жены, поставили художника на грань безумия. Безусловно, перфекционизм Лемуана внёс свой вклад в его трагическую смерть, однако, по свидетельству герцога де Люина (duc de Luynes), возможно, имелись и иные более материальные причины самоубийства. За свой шедевр Лемуан получил 1000 экю, тогда как расходы художника составили 29 000 ливров серебром, из которых 24 000 ливров ушло на синий ультрамарин, благодаря которому роспись на плафоне имеет такой пространственно-иллюзорный эффект.
Эта трагедия получила большой отклик в городе. В мастерской Лемуана на мольберте стояла его последняя аллегорическая картина, заказанная Франсуа Берже: «Время охраняет Истину от Лжи и Зависти» (ныне в собрании Уоллеса в Лондоне).
В Санкт-Петербургском Эрмитаже имеется шесть картин Франсуа Лемуана.

## Галерея

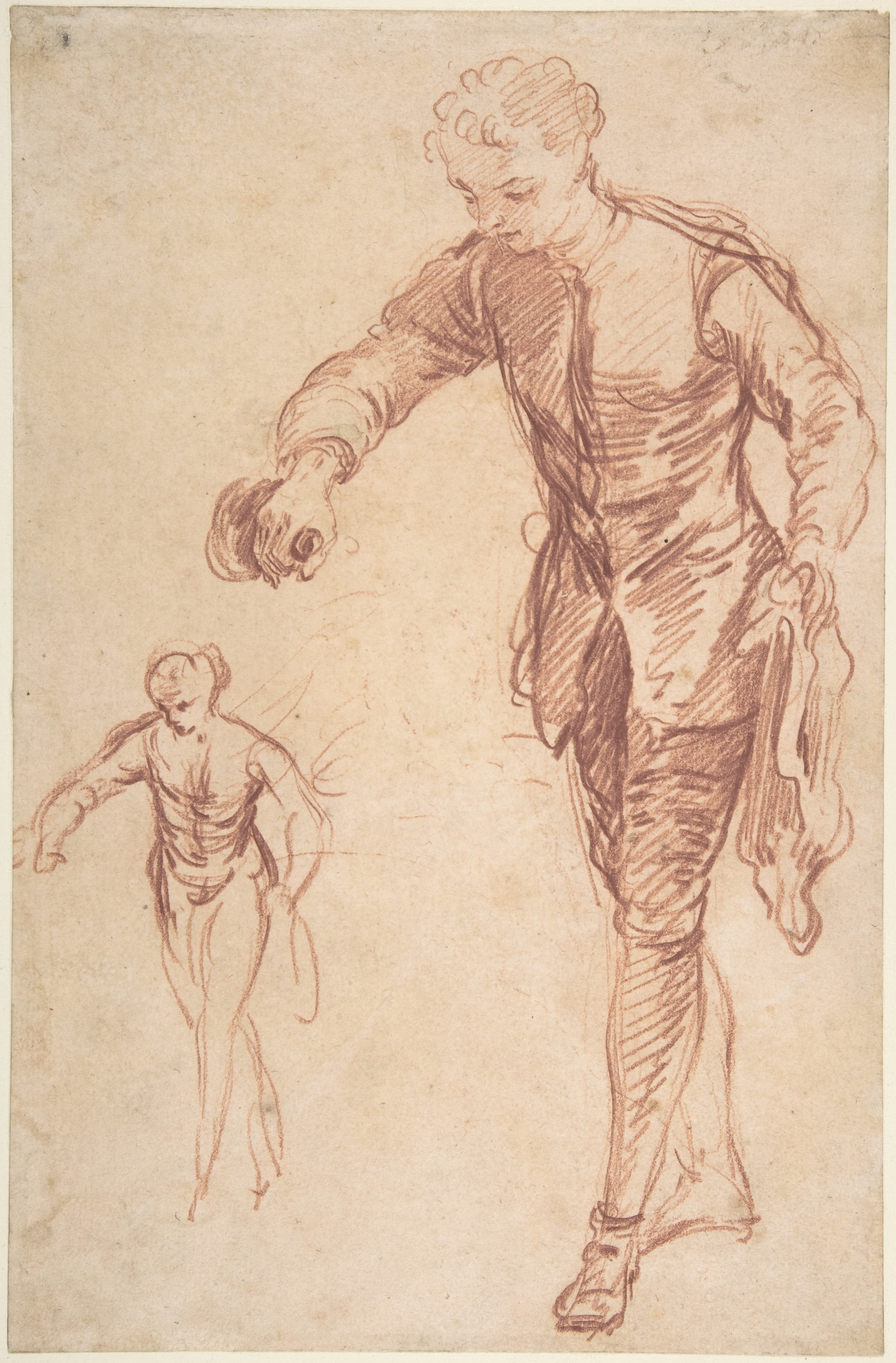
Рисунок слуги с бутылкой вина. Ок. 1723. Бумага, сангина. Метрополитен-музей, Нью-Йорк
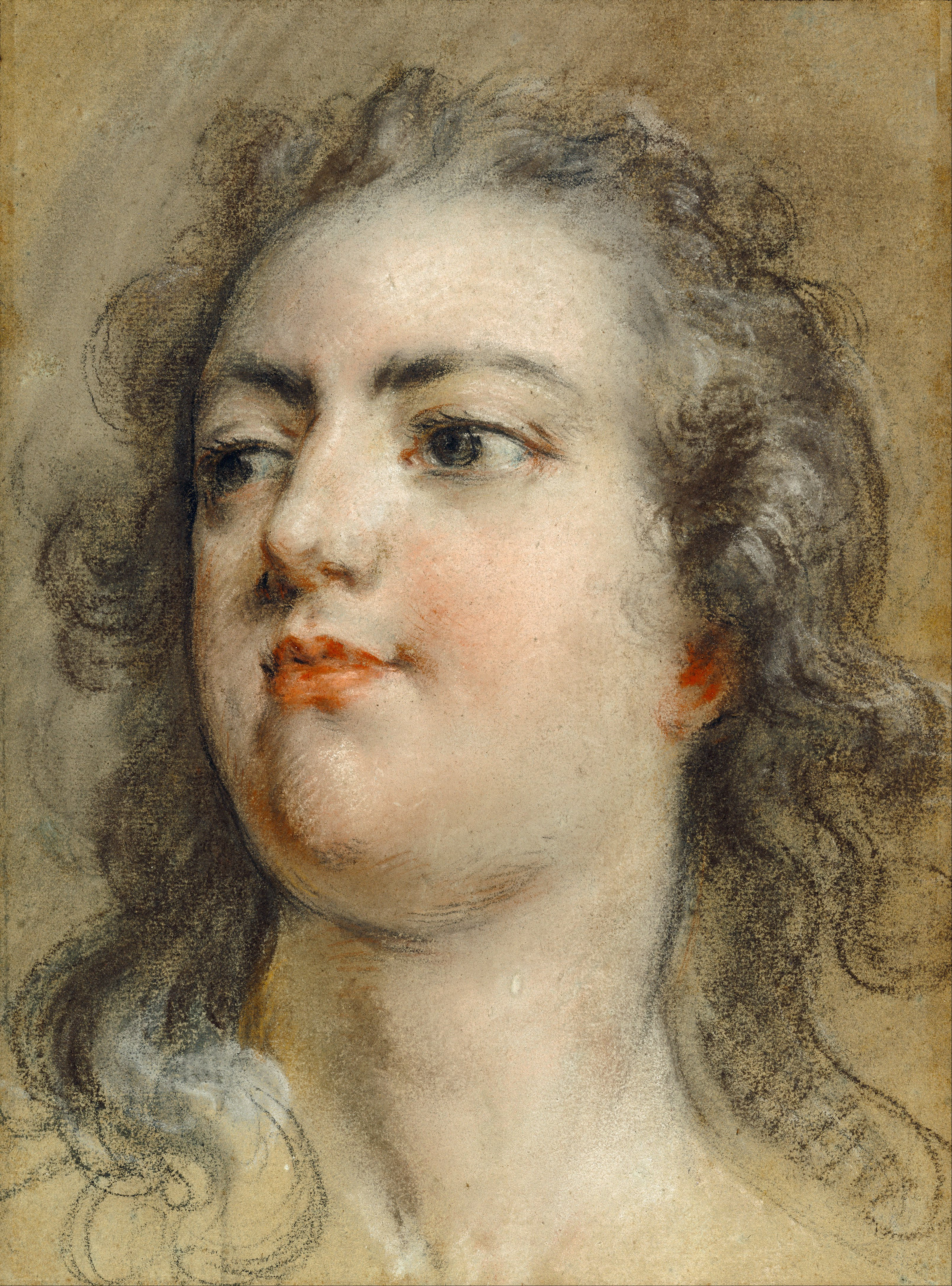
Портрет Людовика XV. Этюд к картине Людовик XV, дающий мир Европе. Ок. 1729. Бумага, уголь, пастель. Центр Гетти, Лос-Анджелес
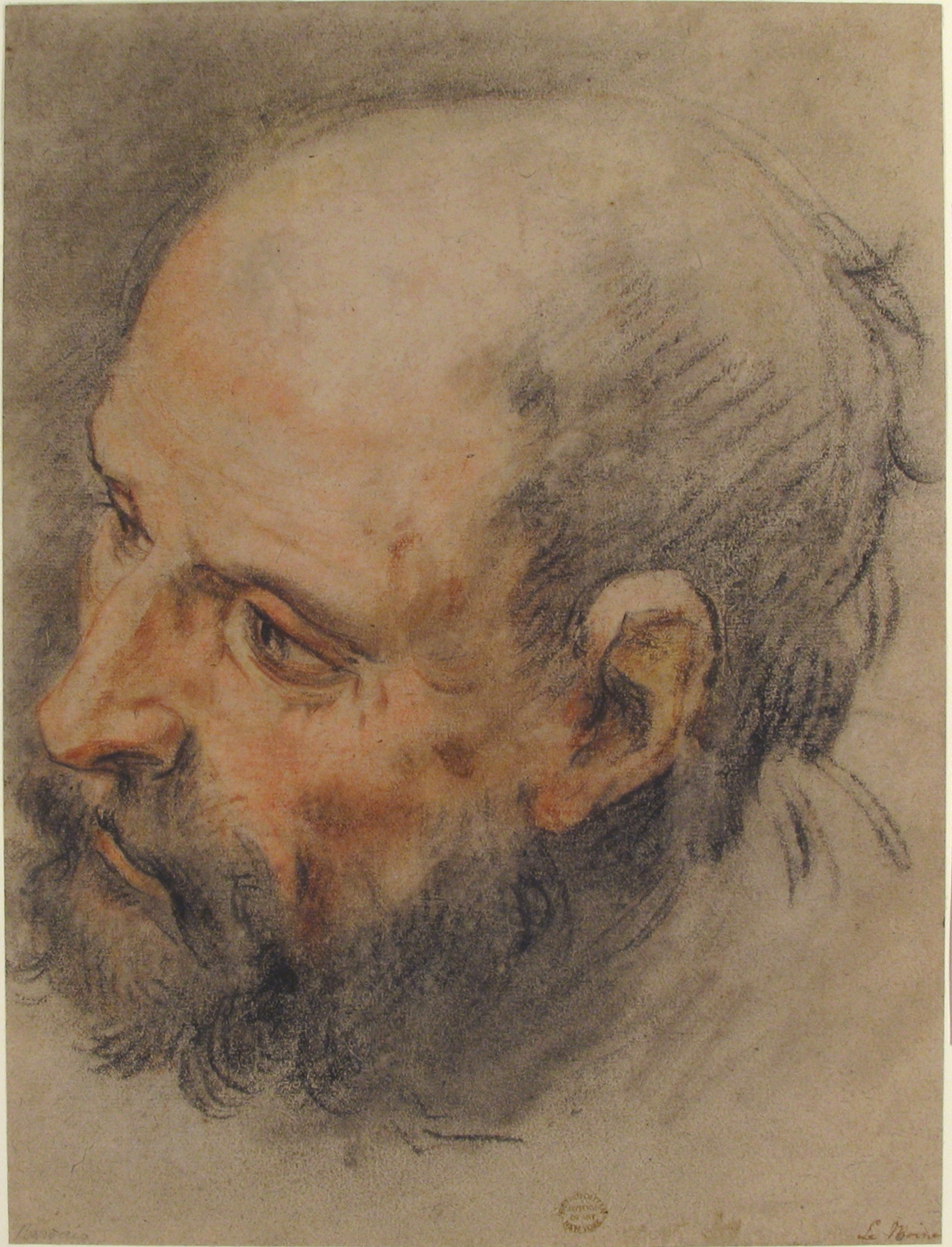
Голова бородатого мужчины. Бумага, уголь, сангина, пастель. Метрополитен-музей, Нью-Йорк
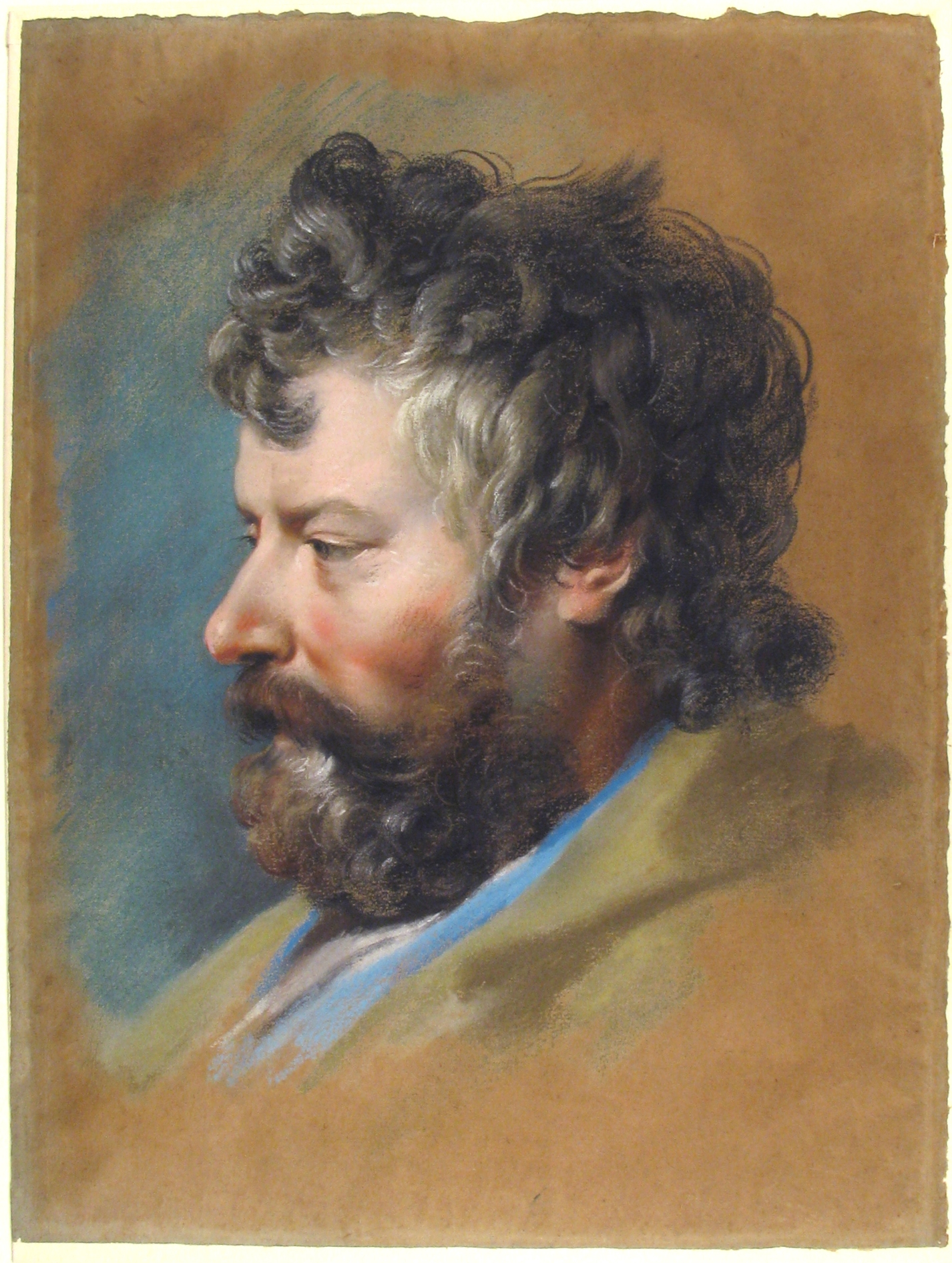
Голова бородатого мужчины в профиль. Коричневая бумага, пастель. Метрополитен-музей, Нью-Йорк
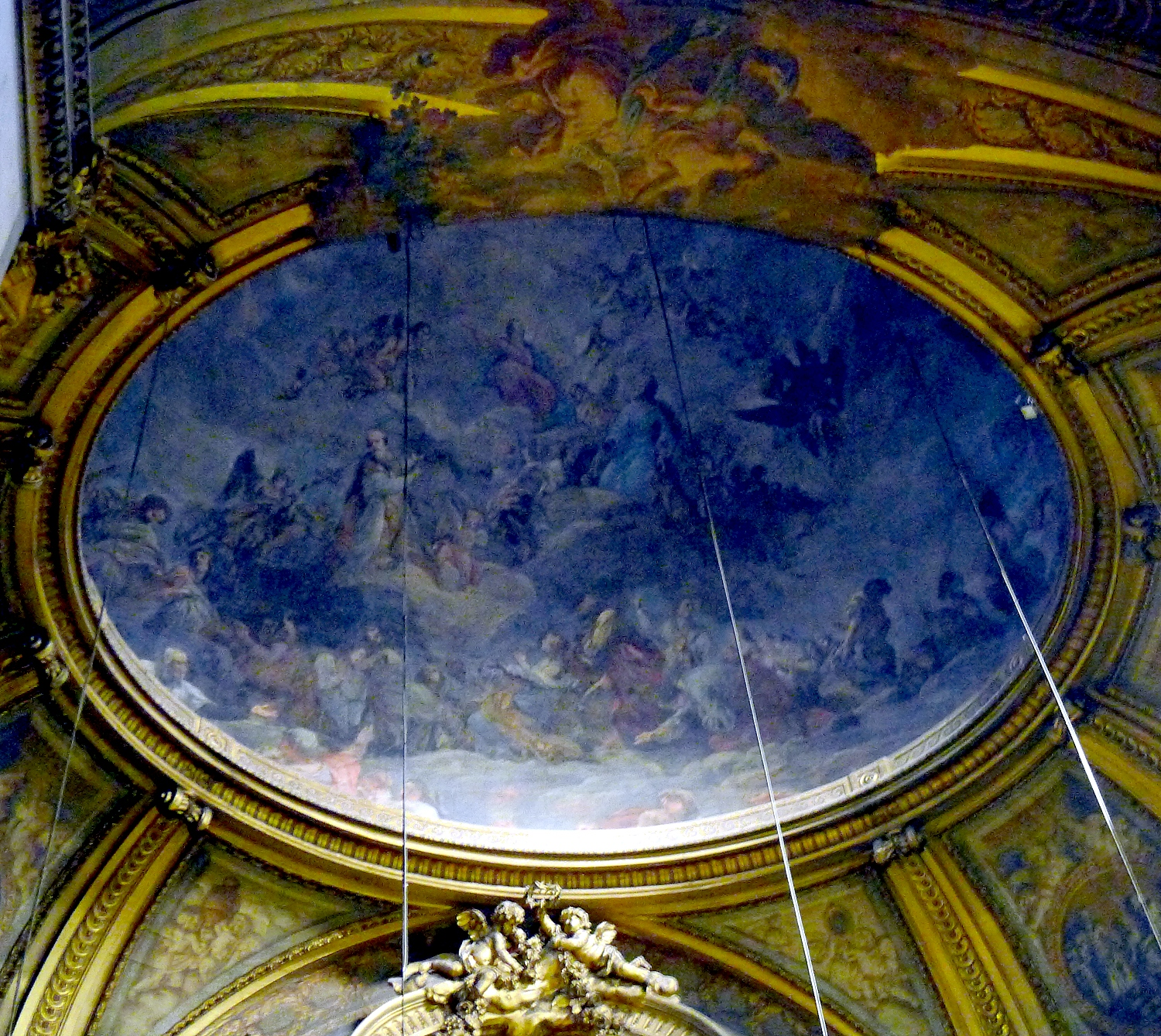
Роспись купола капеллы Девы Марии церкви  Сен-Сюльпис
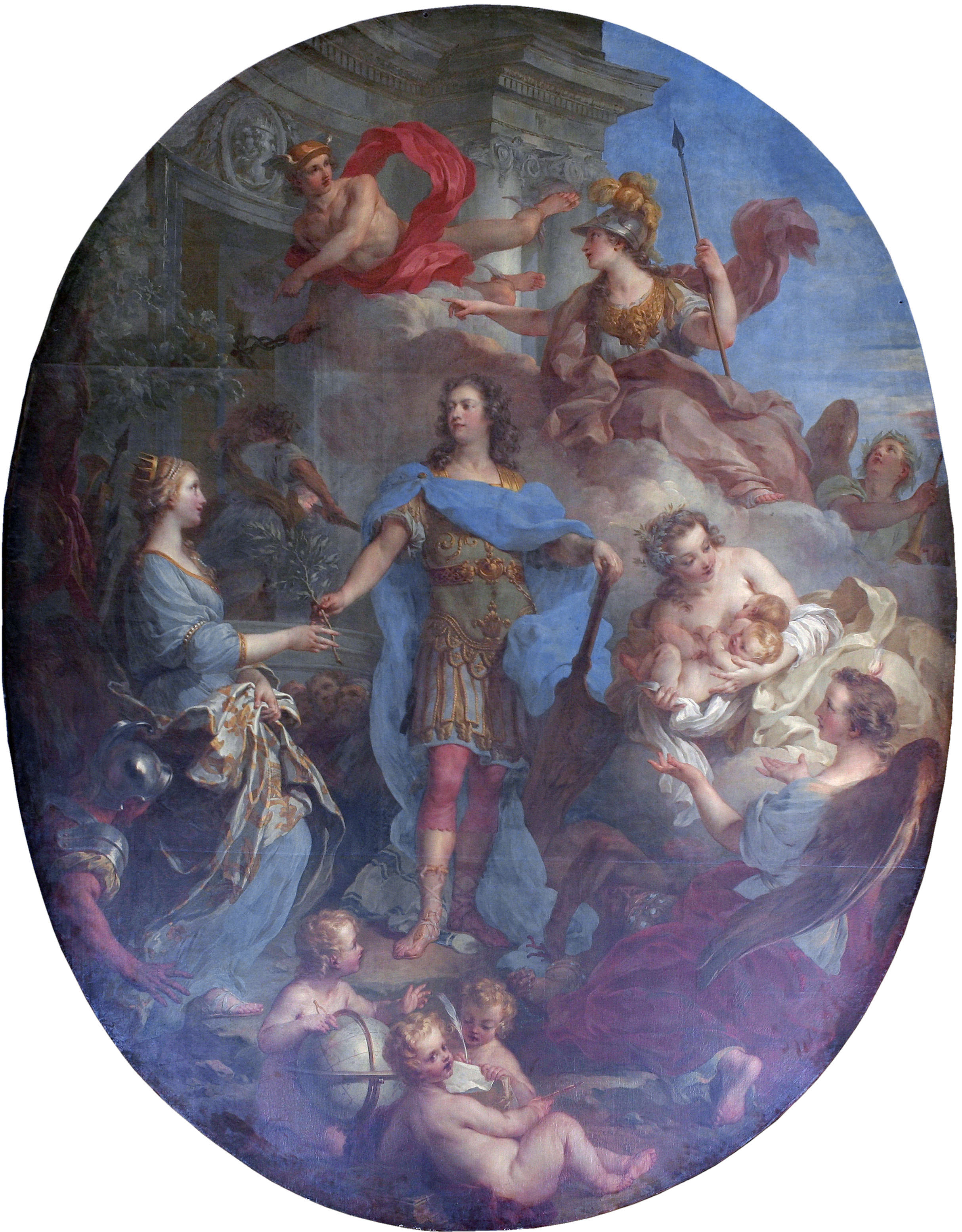
Людовик XV предлагает Европе своих двух дочерей в знак мира. 1729. Холст, масло. Салон мира. Большой дворец, Версаль
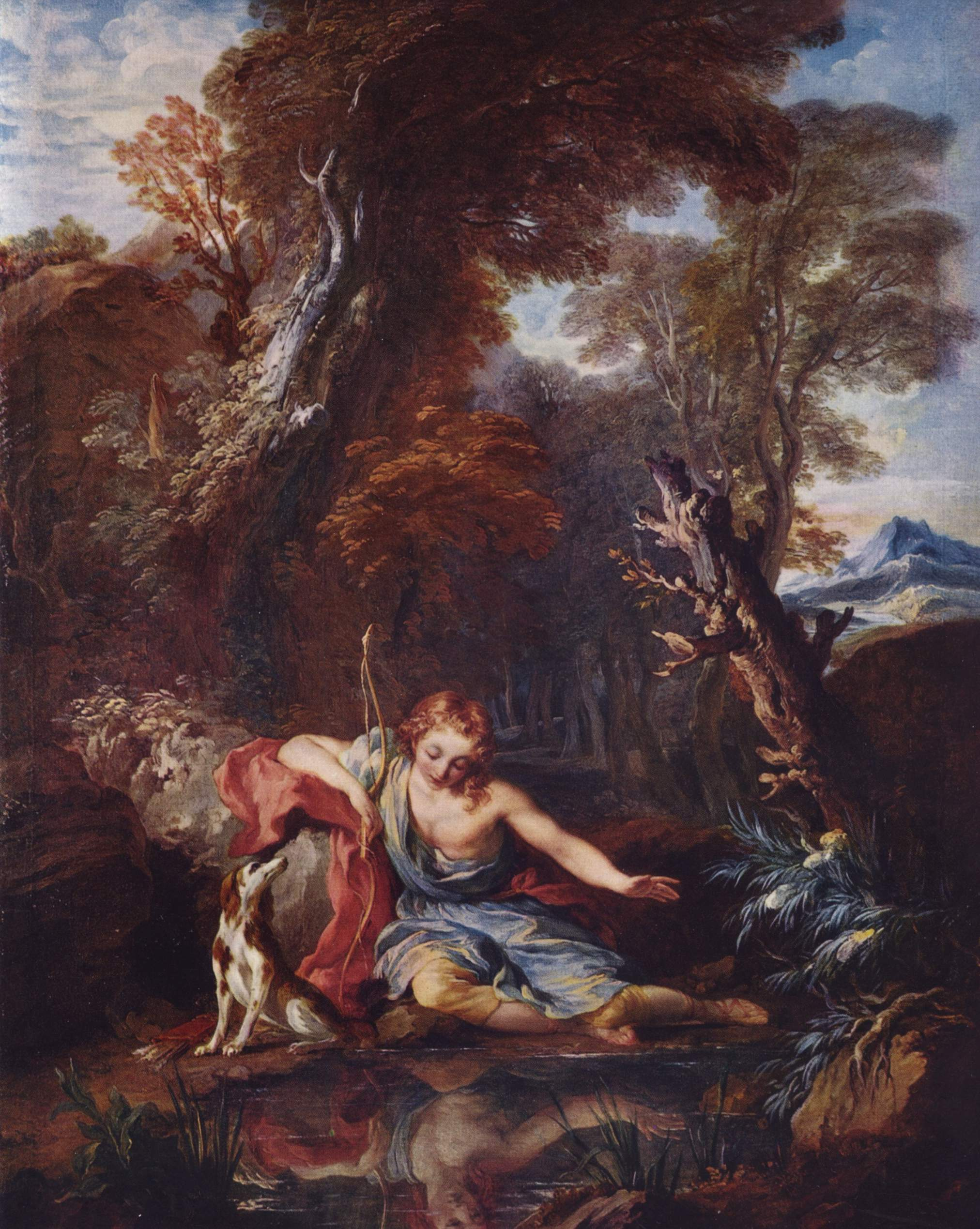
Нарцисс. 1728. Холст, масло. Кунстхалле, Гамбург
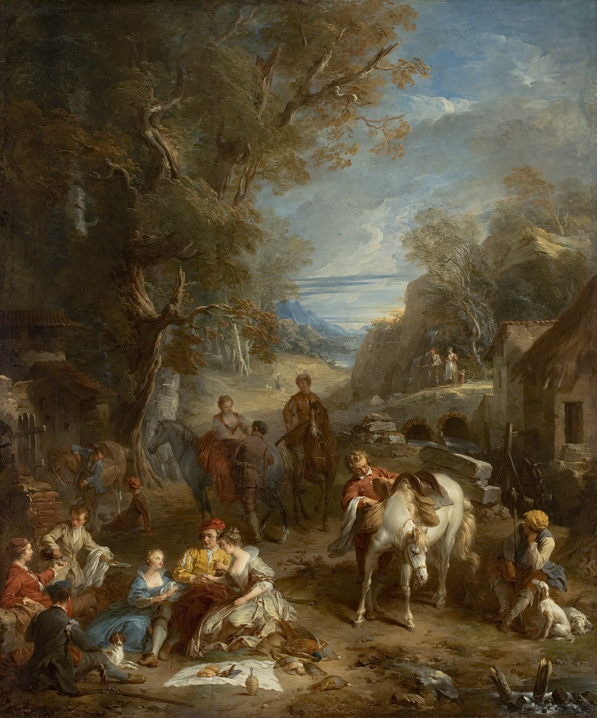
Пикник во время охоты. 1723. Холст, масло. Художественный музей Сан-Паулу, Бразилия
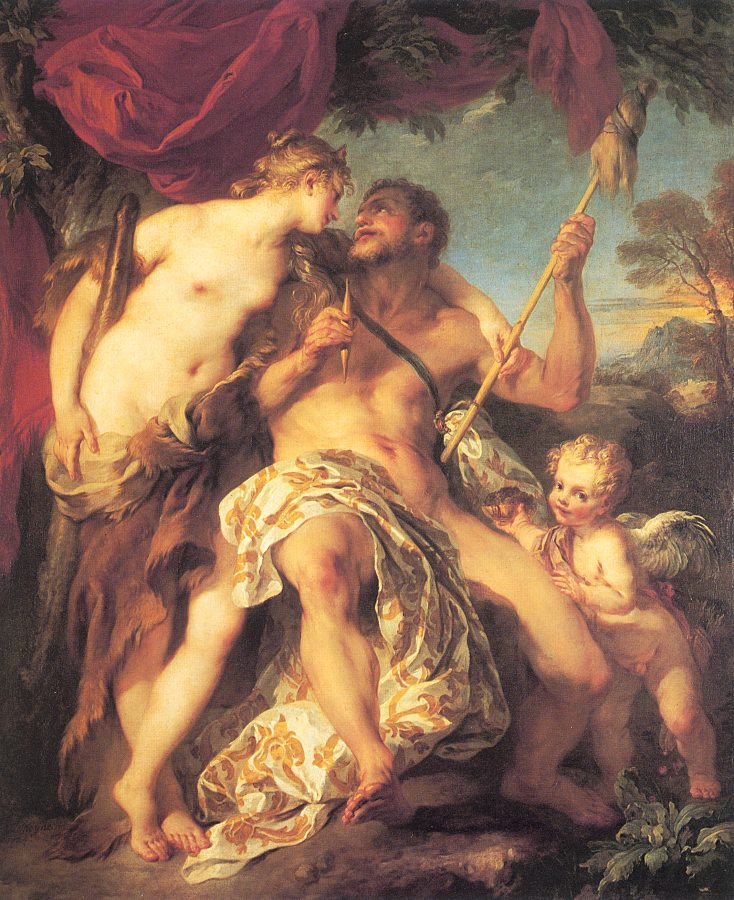
Геркулес и Омфала. 1724. Холст, масло. Лувр, Париж
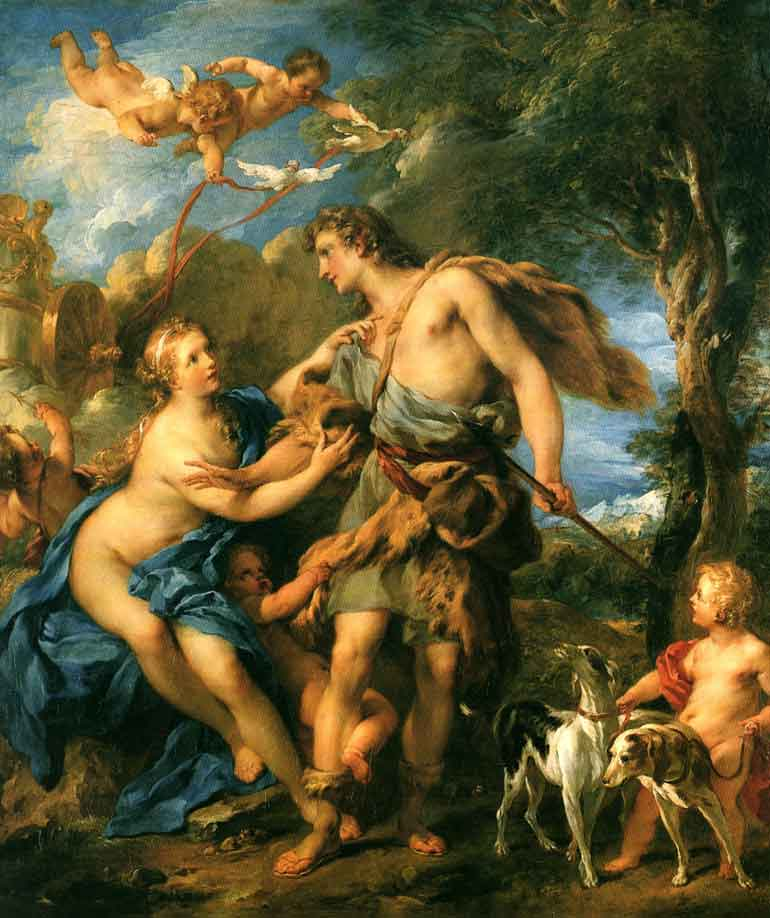
Венера и Адонис. 1729. Холст, масло. Национальный музей изобразительных искусств, Стокгольм
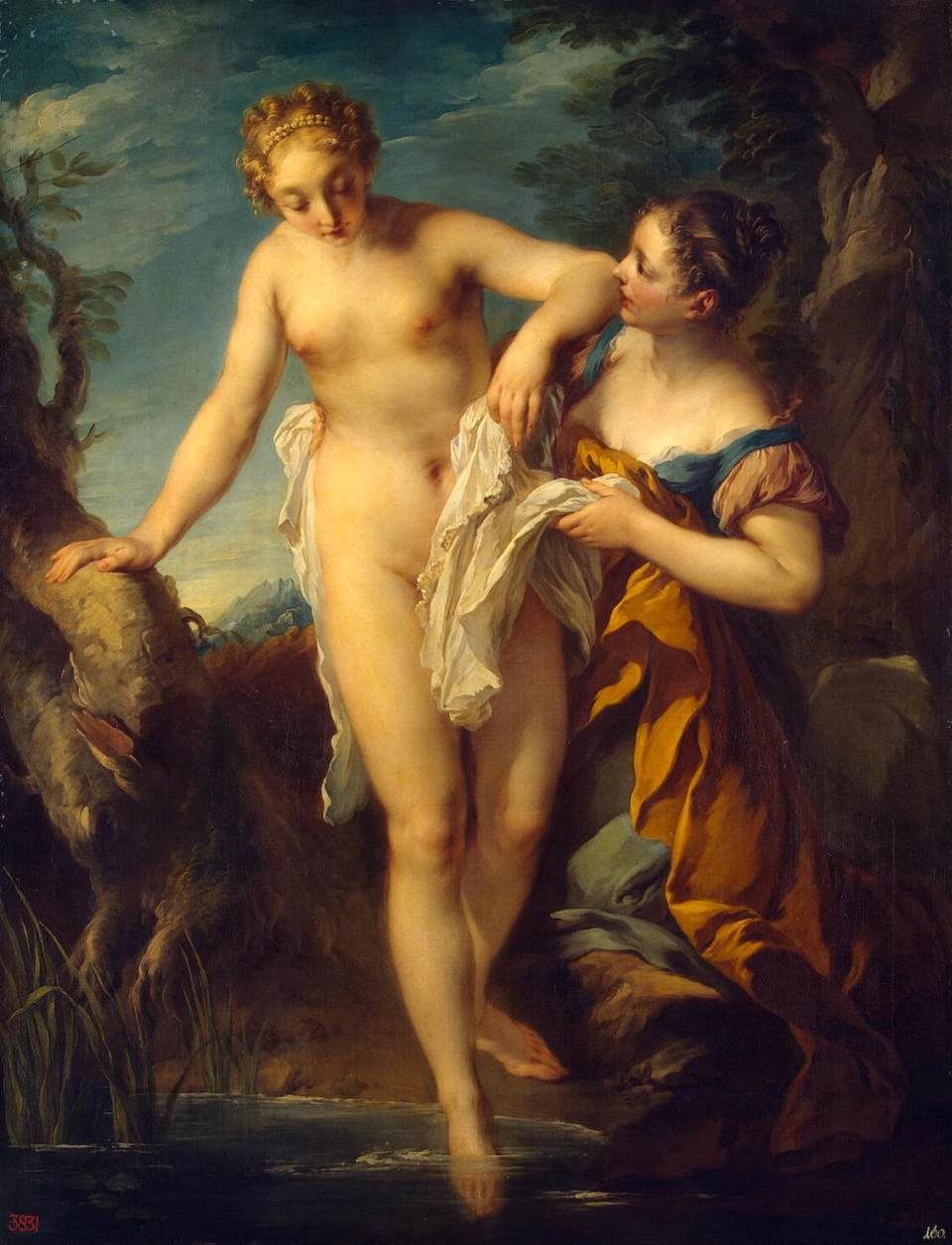
Купальщица. После 1724. Холст, масло. Государственный Эрмитаж, Санкт-Петербург
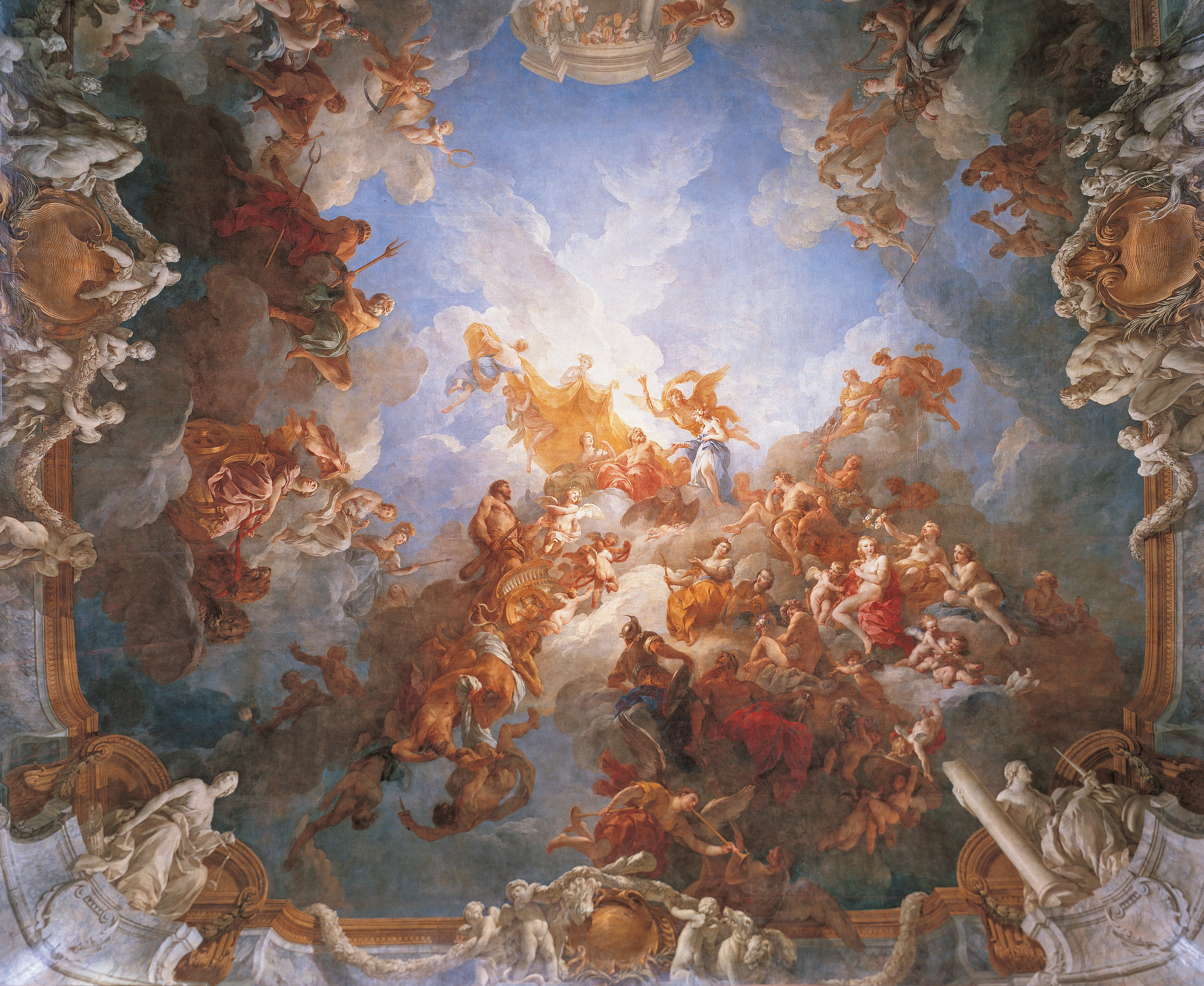
Апофеоз Геркулеса. 1733—1736. Фреска. Салон Геркулеса Большого Версальского дворца
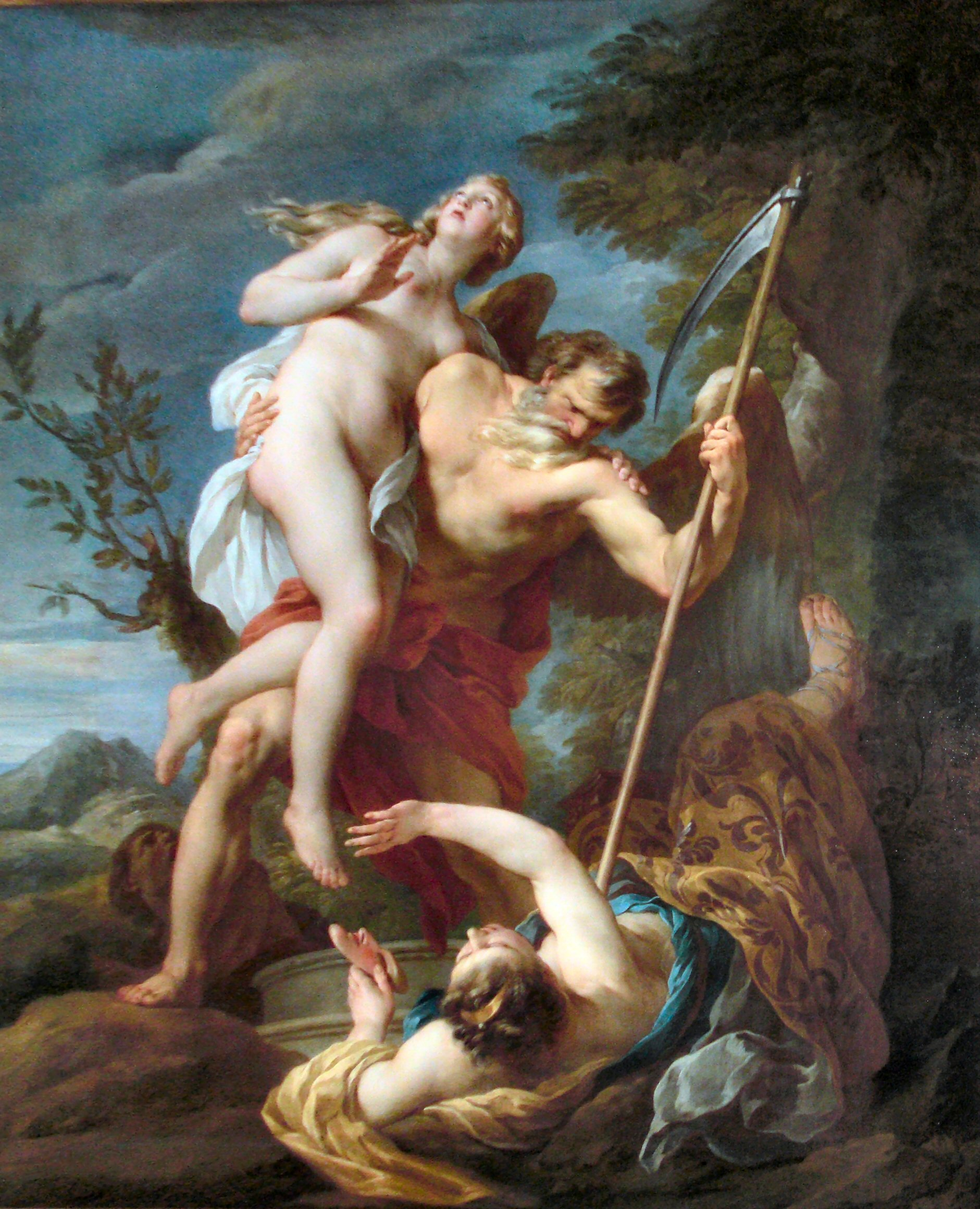
Время охраняет Истину от Лжи и Зависти. 1737. Холст, масло. Собрание Уоллеса, Лондон